# 香椿

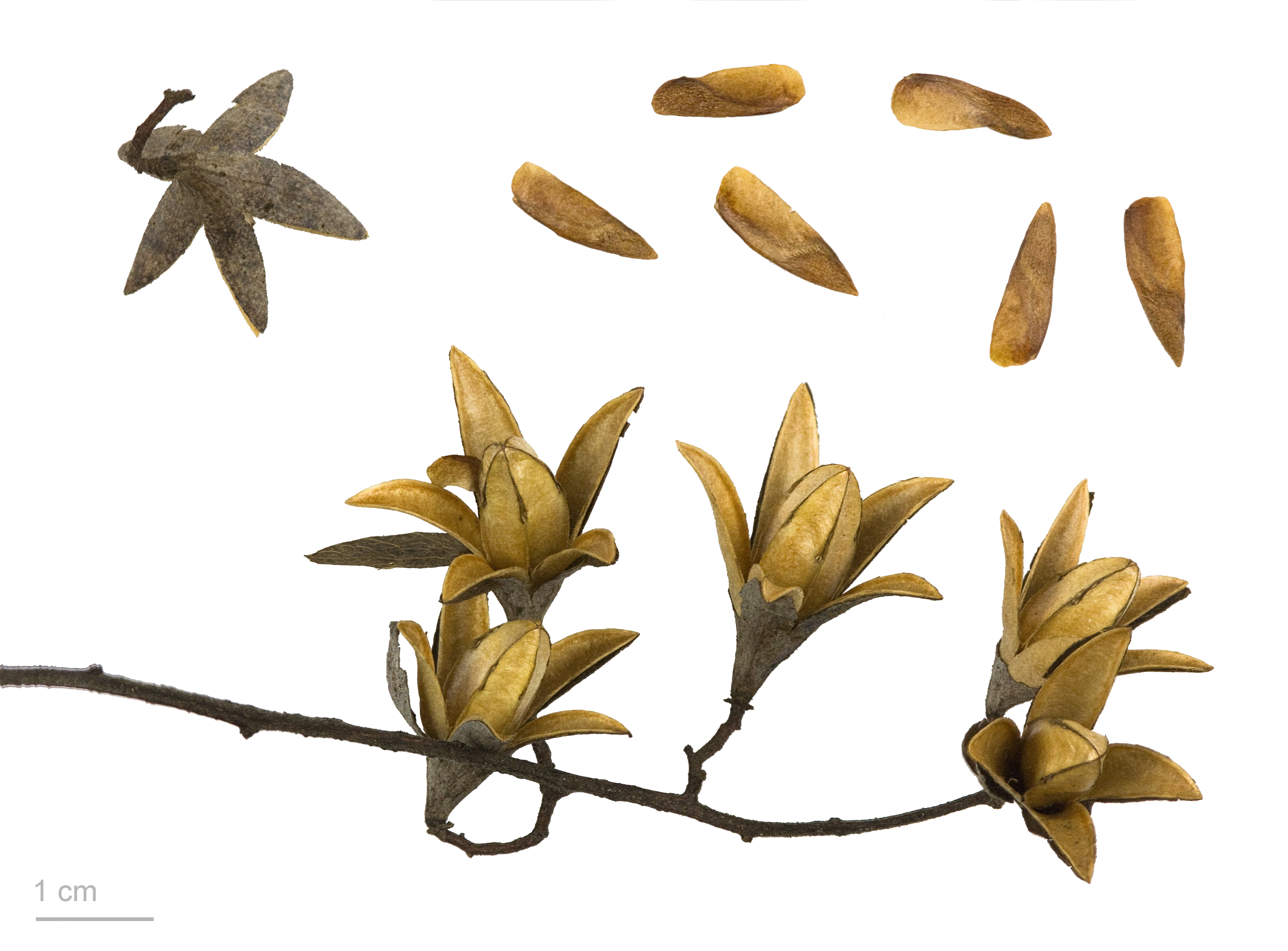
Toona sinensis

香椿（学名：Toona sinensis），又名香椿芽、香樁頭、大紅椿樹、大眼桐、春陽樹、豬椿、春尖、毛椿、椿芽、杶、椿摴樹、櫄、橁等，根有二層皮又稱椿白皮，原產於中国。其种加词“sinensis”意为“中华的”。

## 特征
株高可达25（82英尺），樹幹直徑可達70（28英寸）；偶數或奇數羽狀複葉，長50—70（20—28英寸），寬30—40（12—16英寸）；葉长約9—15（3.5—5.9英寸），宽2.5—4（0.98—1.57英寸），小葉約10至22枚，葉全緣或有淺齒。
香椿嫩芽带有紫红色或红褐色，有特殊香味。花期为每年7月，开白色小花，顶生圆锥长花序，每个花序5枚两性花，花枝稀疏。开花後结金黄色卵形果实，香椿果成熟後裂开，其内椭圆形种子落地。
外观上，香椿和臭椿非常相似，只是树叶气味不同；另外，香椿的树皮粗糙，臭椿比较光滑。

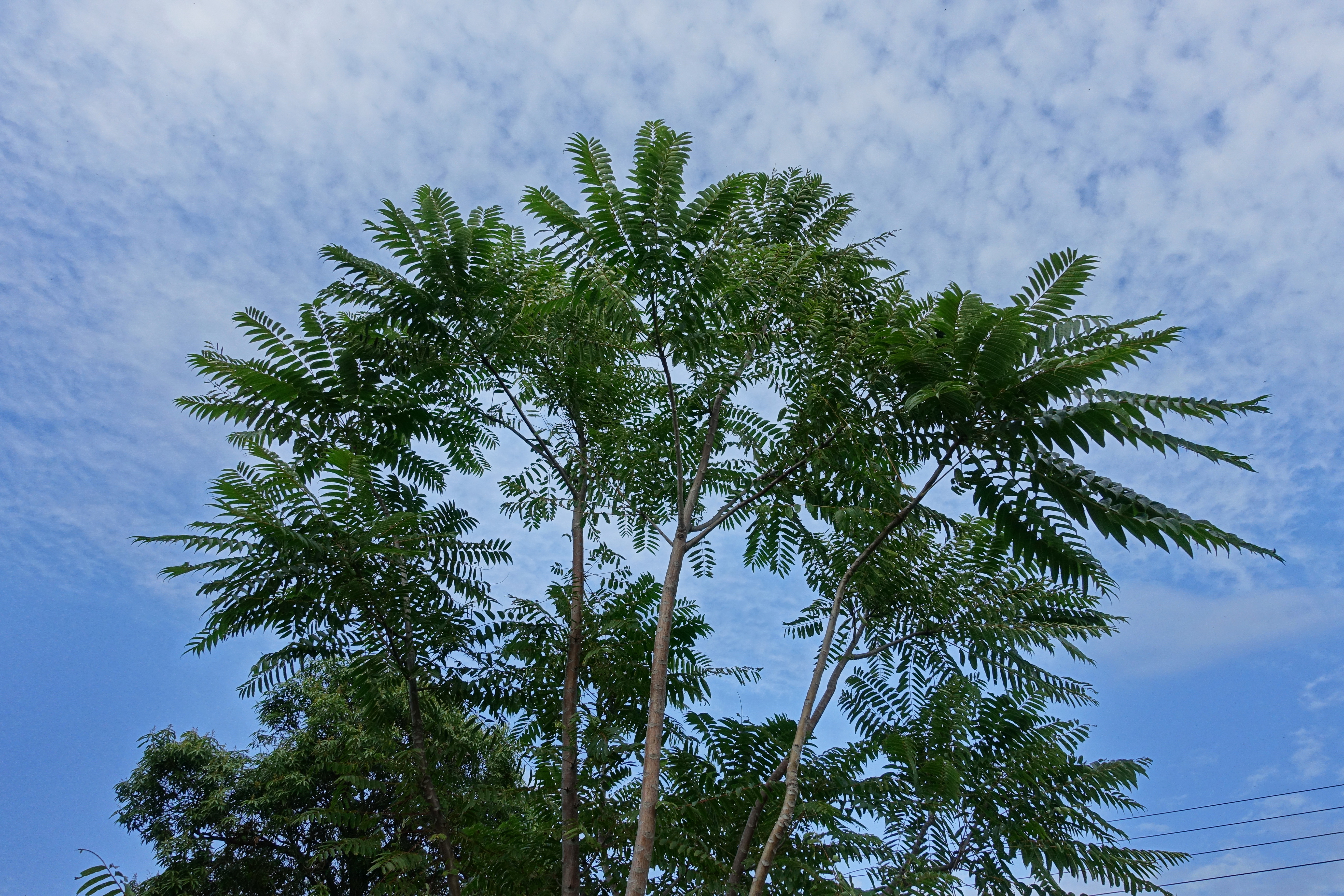
香椿樹
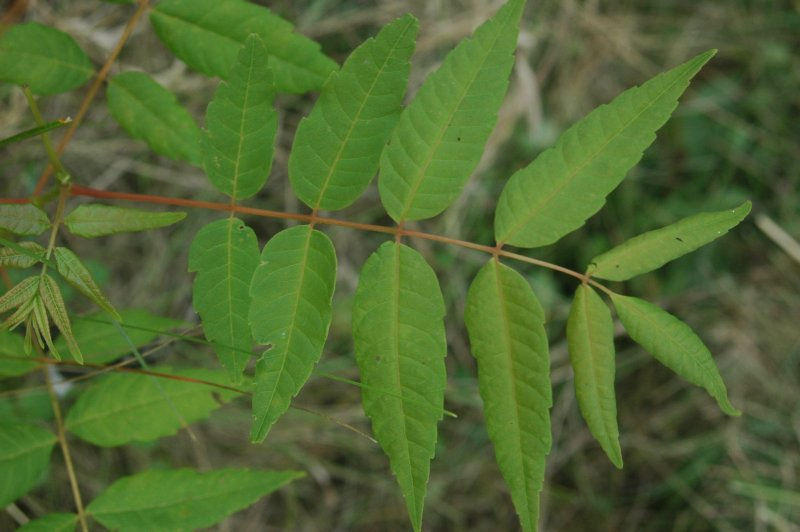
葉片
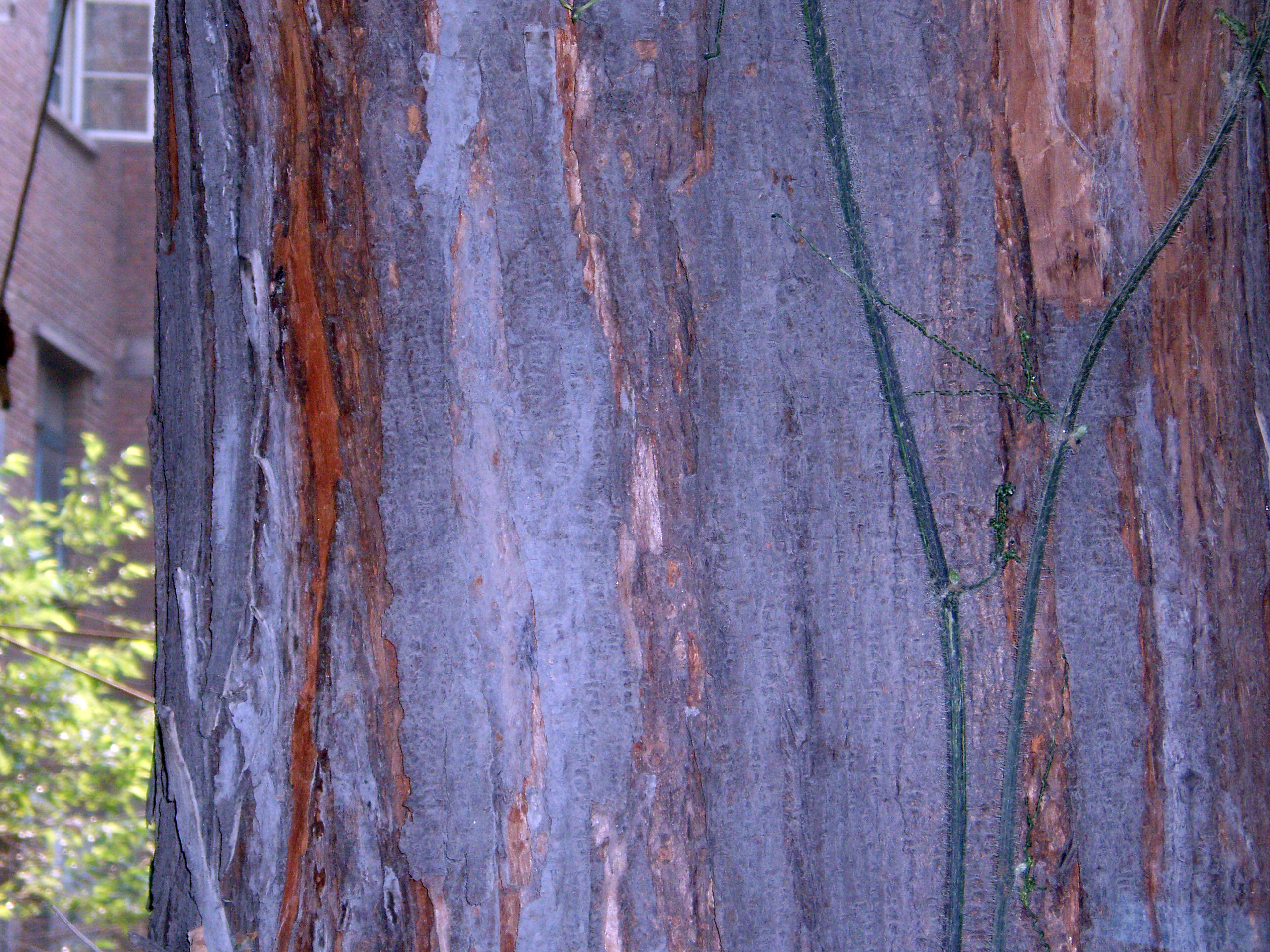
树皮
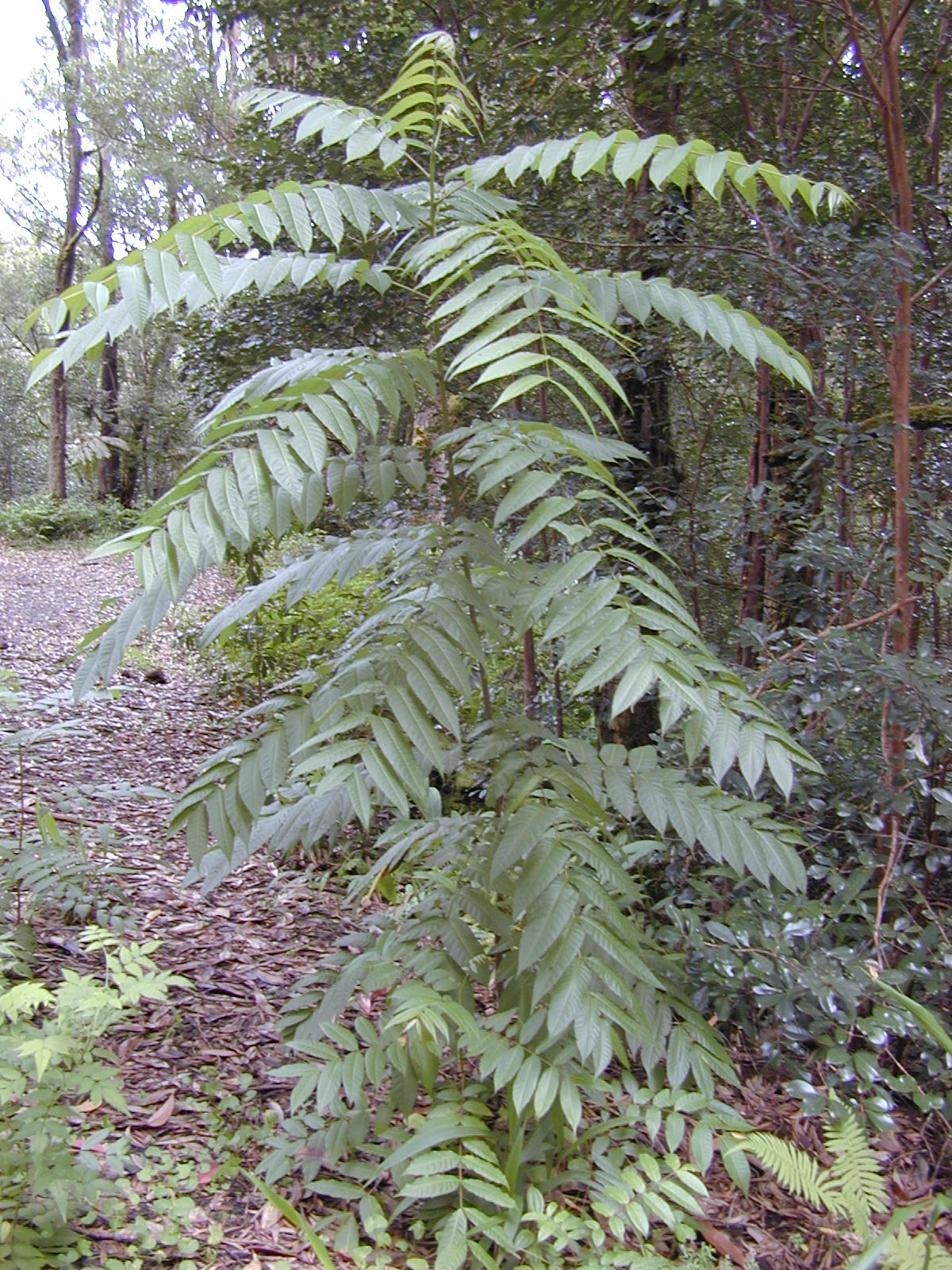
幼香椿樹

## 分布
東亞、東南亞，北至朝鲜，南至泰國、印尼等地均有生長。香椿在中國海拔1500公尺以下的山地和平原地區均有栽培，其中以山東、河南和河北栽埴最多，其中尤以河南信陽之大面積栽培較為著名。

## 文化
古代香椿树常常被视为长寿的象征，典故源於莊子《逍遥游》：“上古有大椿者，以八千岁为春，八千岁为秋，此大年也”（意为上古时代的大椿树以人间八千年当做自己的一年，可见寿命之长久）。后人便常常用带“椿”的词语来形容福寿绵延，如以“千椿”形容千岁，又如以“椿寿”作为对长辈的祝寿，以盼望长辈像椿树一样长生不老。
古人也将已过耄耋之年的父亲称为“椿庭”。相传孔子的儿子孔鲤因怕打扰父亲思考问题，便在路过庭院时快步走过，即“趋庭而过”，后人就把“椿”与“庭”结合了起来，称父亲为“椿庭”。而古人又喜欢将母亲形容为“萱草”，成语“椿萱并茂”便是形容父母健在、健康长寿。“椿萱并茂”中的椿和萱指的是香椿和萱草，分別代称父亲和母亲，因为香椿寿命很长，而象征母亲的萱草可以使人忘忧，因此成语的意思是父母均健在、安康。

## 用途
香椿木可制作家具，也可作造船、建筑材料。香椿也是庭院和街道旁的观赏树木。香椿葉可以食用。
椿樹皮含川楝素、兒茶酚，葉含胡蘿蔔素、維生素B、維生素C及蛋白質，營養豐富。川楝素為良好的驅蛔蟲劑，並對肉類中毒有治療效果。中醫應用上，根有收楝、止痛、止血功效，樹皮可去燥熱、澀腸止血、殺蟲解毒，台灣中藥店所售紅椿皮，即香椿之樹皮即樹根部位。花含有揮發油，樹幹有樹膠，椿木及椿根可萃取芳香精油為椿油。葉具香氣無味，有清熱解毒、消炎殺蟲、女子血崩，降血壓、血糖、尿酸，開胃，水土不服等功效。名間有稱「長吃香椿，不染雜症」之說。

## 食療
香椿葉
- 有「樹上蔬菜」之稱。
- 性味：味苦，性寒。
- 功效：清热解毒、健胃理气、止血固精

可食用或藥用，民间自古就流傳“食用香椿，不染杂病”的說法，根、皮、叶、花和果实均可入药。近期西方醫學研究發現有抗氧化效果，抗癌效果比起地瓜葉高3－10倍。

## 潛在危險性
唯一的問題就是香椿葉的亚硝酸盐含量較高，達到157－160 mg/kg，不過用沸水焯一遍後，亚硝酸盐仅约为7 mg/kg，因此已相当安全。不过香椿长时间存放後，亚硝酸盐含量也會上升，因此不宜过久存放。

## 料理

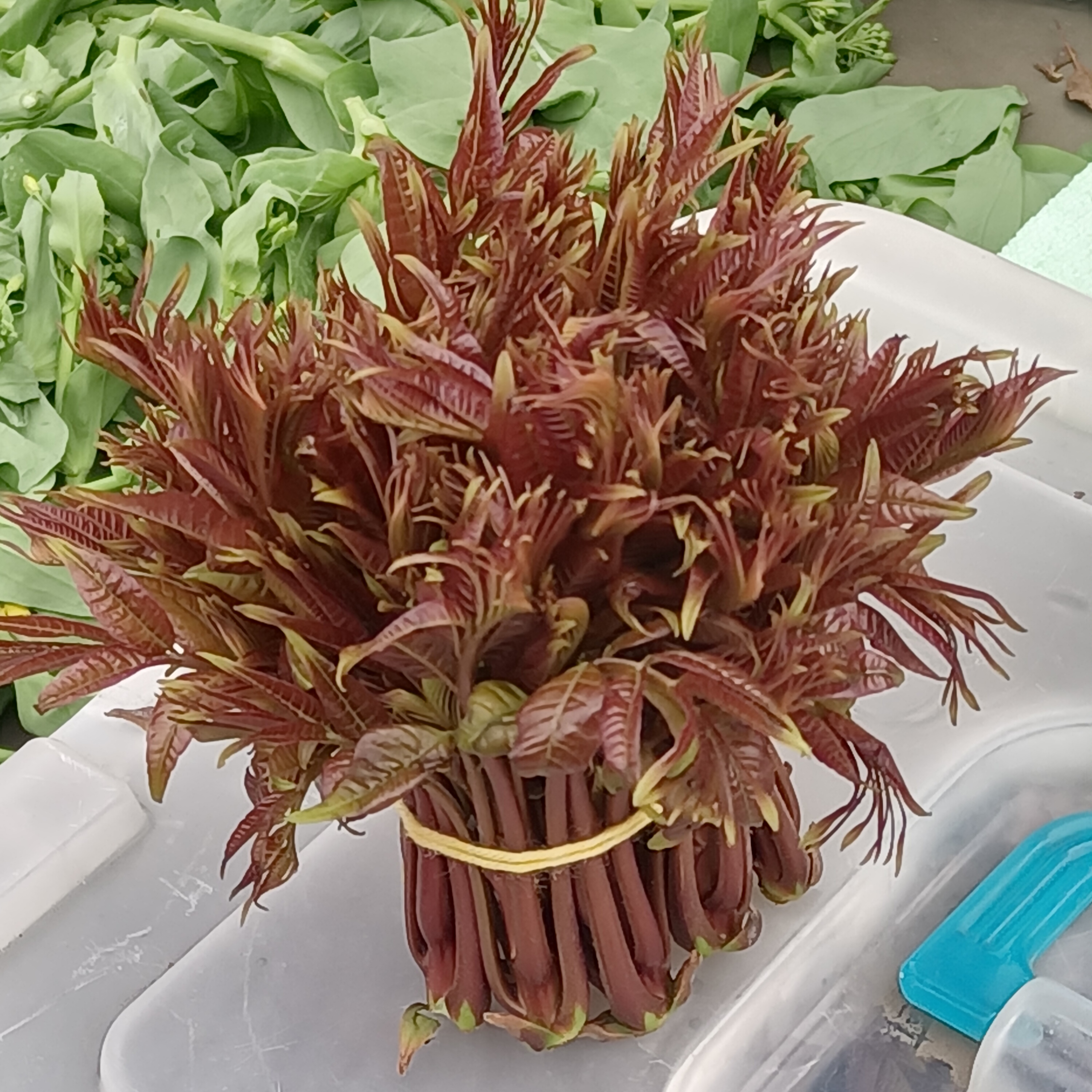
市售的香椿芽，又称“香椿头”

香椿的葉片有獨特濃厚的味道，可做香料。嫩葉乾燥後磨成細粉，素食者時常拿來當調味料，而且還可以制作多種菜肴。

### 香椿醬
在家裡自製香椿醬的方法相當簡單，將香椿的嫩葉採下後，清洗乾淨去除硬梗，待乾燥後切成細末，放入空罐中再淋上香油，讓香油漬過全部的葉末，完成後可擺放在冰箱裡，烹調時可隨意取用。
在拌麵、炒豆腐、蒸魚、炒蝦時，加上少許香椿醬，与一些蠔油和沙茶醬混合可以增加食物香味。

### 香椿魚
- 配料：香椿芽、麵粉和淀粉（鸡蛋，三者任意組合），油，食盐、花椒、料酒等調味品按需添加。
- 操作：將面粉和淀粉配成面糊，使洗凈的、沸水焯過的香椿芽外裹上一層均勻的面糊（或雞蛋液），將油燒至六七成熱，然后放入鍋內炸成金黃色即可。
- 口感：香醇干脆

### 香椿拌豆腐
沸水焯過的香椿、豆腐、食鹽、香油拌勻，口感清爽香醇。

### 香椿炒雞蛋
雞蛋打成液態後加食鹽（料酒也可加入），將沸水焯過的、切成末的香椿與之攪拌均勻，然后將油燒至七成熱，將雞蛋倒入鍋內翻炒熟即可。
“椿芽煎蛋”材料：鸡蛋200克，香椿嫩叶芽50克（椿叶嫩芽切碎闻到像香葱的味道即可混入蛋中，忌用沸水烫。），淀粉10克，油150克，盐2克。